# Macrochelys suwanniensis
Macrochelys suwanniensis is een grote schildpaddensoort uit de familie bijtschildpadden (Chelydridae). Het is een recent beschreven soort die in veel literatuur nog niet wordt vermeld. 

## Naam en indeling
De wetenschappelijke naam van de soort werd voor het eerst voorgesteld door een groep van biologen; Travis Thomas, Michael Granatosky, Jason Bourque, Kenneth Krysko, Paul Moler, Tony Gamble, Eric Suarez, Erin Leone, Kevin Enge en Joe Roman 2014. Een tweede soort die door deze groep werd voorgesteld, Macrochelys apalachicolae, wordt niet meer erkend.
De soortaanduiding suwanniensis betekent vrij vertaald 'wonend in de Suwannee' en is een verwijzing naar het verspreidingsgebied; de Suwannee. 

## Uiterlijke kenmerken
De schildpad kan een schildlengte bereiken van 76 centimeter, vrouwtjes blijven kleiner en kunnen een schildlengte tot zestig cm bereiken. Een volwassen mannetje kan een gewicht bereiken van ongeveer 90 kilogram.   Het schild draagt duidelijke kielen aan de bovenzijde en de staart is ongeveer net zo lang als de rest van het lichaam. Een bijzonderheid is de aanwezigheid van een extra rij hoorplaten tussen de marginaalschilden] en de costaalschilden die alleen bij uitgestorven schildpadden voorkomen en niet bij de moderne soorten. Op de staart zijn geen rijen gekielde schubben aanwezig zoals bij de bijtschildpadden uit het verwante geslacht Chelydra het geval is. De plastronformule is als volgt: fem >< pect > an > hum > gul > abd.
De kop is relatief groot en is driehoekig van boven bezien, de ogen zijn aan de zijkanten van de kop geplaatst. De bek is duidelijk snavelachtig en is sterk naar onderen gekromd. Het belangrijkste verschil met de verder sterk verwante alligatorschildpad is de vorm van de kier tussen de twee achterste marginaalschilden. Bij de alligatorschildpad is deze driehoekig van vorm maar de opening is bij Macrochelys suwanniensis duidelijk afgerond.

## Levenswijze
De schildpad is sterk aan het water gebonden en komt er zelden uit, hooguit om de eieren af te zetten en soms om een zonnebad te nemen. De vrouwtjes zetten de eieren af van april tot mei, de juvenielen kunnen van augustus tot september worden aangetroffen.

## Verspreiding en habitat
De soort komt voor in delen van Noord-Amerika en leeft endemisch in de Verenigde Staten. De schildpad is aangetroffen in de staten Florida en Georgia. Hier leeft het dier in de Suwanneerivier en de vele aanverwante hoefijzermeren en zijrivieren inclusief dode rivierarmen. De habitat bestaat uit stilstaande of langzaam stromende wateren met een zachte, modderige ondergrond. 